# Bataille de Tarragone (juillet 1641)
Pour les articles homonymes, voir Bataille de Tarragone.
Guerre de Trente Ans
Batailles
La bataille de Tarragone est une bataille navale de la guerre de Trente Ans qui oppose, le 4 juillet 1641, une flotte française conduite par le lieutenant-général de Sourdis à la flotte espagnole de Don García Álvarez de Tolède.

## Le contexte
Le 4 juillet 1641, l'armée française de Henri d'Escoubleau de Sourdis se présente devant Tarragone et les fantassins du maréchal de La Mothe commencent le blocus de la cité. Durant les mois de mai et juin, on s'est battu aux environs de Tarragone. Le Fort de Salou est tombé aux mains des français le 9 mai et celui de Constantí le 13 mai. Josep Margarit i de Biure, avec ses troupes catalanes, a battu à la bataille de El Catllar (es) le 10 juin les forces sorties de Tarragone afin de trouver du fourrage.
Tarragone était sur le point de se rendre par manque de nourriture. Don García Álvarez de Tolède y Mendoza, le marquis de Villafranca del Bierzo a reçu l'ordre de faire parvenir de la nourriture quel qu'en soit le prix. Les groupes de galères des Espagnes se sont rassemblées à Peñíscola: celles du royaume de Naples commandées par Melchor de Borja y Velasco (es), celles du royaume de Sicile par Francisco Mejía, celles de la république de Gênes de Juanetín Doria, aux côtés de celles d'Espagne basées à Cadix. En tout 41 galères furent réunies, avec 8 brigantins chargés de provisions.

## La bataille
Le 4 juillet 1641, les galères espagnoles arrivèrent en vue de Tarragone et de la flotte de Sourdis, composée de 32 galions et 14 galères, formés en ligne pour barrer l’entrée du port. La supériorité française était écrasante, et toute victoire semblait impossible.
Les deux flottes ouvrirent le feu, mais il y avait très peu de vent et don García profita magistralement de l’occasion : la fumée de la canonnade empêcha une bonne vision du théâtre d’opérations, et avec grande décision il coupa la ligne française avec sa galère et les navires d’approvisionnement, entrant dans le port.
Pendant ce temps, les autres galères attaquaient les Français en évitant les salves de flanc des galions. Les Français, surpris, levèrent l’ancre et ordonnèrent à leurs galères de remorquer les galions.
Don García déchargea les provisions et embarqua de nouveau, il traversa la ligne française, s’arrêta par deux fois devant le navire amiral de Sourdis en signe de défi, et regagna sa flotte et sa base de Peñiscola sans encombre.
Les Français vengèrent leur échec sur la ville en la bombardant. Mais les batteries côtières les firent immédiatement reculer. Ils envoyèrent également 5 brûlots contre les galères qui avaient approvisionné la ville, mais tous sont déviés ou coulés.

## Conséquences
Sourdis est très critiqué à la cour française, pour avoir été battu par une force nettement inférieure et n’avoir pas empêché un approvisionnement vital à la ville.
Mais les Espagnols décidèrent de faire un plus grand effort, et de libérer complètement la ville.